# Connie Meiling
Connie Meiling (født 29. november 1930 i København) også kaldet Lille Connie, er en tidligere dansk barneskuespiller.

## Filmografi
- Kidnapped (1935)
- Snushanerne (1936)
- Panserbasse (1936)
- Der var engang en vicevært (1937)
- Inkognito (1937)
- Den mandlige husassistent (1938)
- Pas på svinget i Solby (1940)
- En ganske almindelig pige (1940)